# Nilus (geslacht)
Nilus is een geslacht van spinnen uit de  familie van de kraamwebspinnen (Pisauridae).

## Soorten
- Nilus amazonicus Simon, 1898
- Nilus kochi Roewer, 1951
- Nilus lanceolatus Simon, 1898
- Nilus marginatus (Simon, 1888)
- Nilus ornatus Berland, 1924
- Nilus spadicarius (Simon, 1897)
- Nilus undatus (Thorell, 1877)